# NILKLY
NILKLY（ニルクライ）は、日本の女性アイドルグループ。AqbiRec所属、レーベルはLonesome Record。2019年結成、2022年解散。

## 概要
「Rock is “Dead” Born」を掲げるダーク＆ポップユニット。

There There Theres解散後、平澤芽衣を中心としたグループの発足が発表され、オーディションにより集まったメンバー2人を加えて2019年5月25日にデビューした。

## 略歴
2019年
- 3月3日、ディレクターの田中紘治が新グループの発足を発表、メンバー募集開始。[1]
- 4月23日、グループ名が「NILKLY」に決定。[2]
- 5月25日、平澤芽衣21歳生誕祭「NIL BY MEI」（@渋谷WOMB）にてデビュー。「Block System」「Anything」「Night is Yours」「Odyssey」の4曲を披露。同時に、1.5期メンバー募集開始。[3]
- 6月12日、公式ブログがスタート。
- 7月13日、「アイドル甲子園 SUMMER FESTIVAL 2019」（@新木場STUDIO COAST）にて「alone」を初披露。
- 7月28日、「ミュージックパーク 〜Girls&Music Theater〜」（@渋谷duo MUSIC EXCHANGE）にて「REM」を初披露。
- 7月30日、「TRASH-UP!! 10th Anniversary 大TRASH-UP!!まつり 2019 AqbiRecといっしょ！」（@Zepp DiverCity）にて「Scorpion」「Snow drop」「KICK ASS」を初披露。
- 9月15日、「DDD 〜3rd ANNIVERSARY〜」（@白金高輪SELENE b2）にて新メンバーの蒼山ユーリが初ライブ、「asthma（NIL Ver.）」を初披露。[4]1stシングル『Odyssey』先行配信開始。
- 9月18日、公式サイトがオープン。新メンバー募集開始。
- 9月25日、1stシングル『Odyssey』発売。
- 10月21日、「JUKE21」（@新宿ロフト バー）にて「アイスクリーム（NIL Ver.）」を初披露。
- 12月25日、新メンバー・平山・ジェニシー・未知留の加入が発表。[5]
- 12月30日、「Pop'n Party×エクストロメ!!」（@渋谷O-WEST）にて新メンバーの平山・ジェニシー・未知留が初ライブ、「c.a.n.d.y.（NIL Ver.）」を初披露。

2020年
- 2月4日、「KEEP ON GLGLOOVE」（@渋谷WWW）にて「Fact or Fable」を初披露。
- 2月16日、NILKLY主催による不定期ツーマン企画「Hash-up」が、青山月見ル君想フにてスタート。「HOTEL」「Hash Up」を初披露。また、5月に1stアルバムを発売することを発表。[6]
- 3月31日、YouTube配信ライブ「Abstract」（@渋谷O-Crest）を開催。「2SoundDown （NIL Ver.）」を初披露。なお、このライブは新型コロナウイルス感染拡大防止のため無観客で行われた。[7]
- 9月25日、新型コロナウイルス感染拡大防止のガイドラインに沿った活動ではグループの継続が困難になったことから、当面の間の活動休止を発表。また、メンバーの平澤芽衣が同日付けでグループを卒業したことを発表。[8]
- 10月28日、2nd配信シングル『Hash Up』発売。
- 11月15日、メンバーの平山・ジェニシー・未知留が同日付けでグループを脱退。
- 11月25日、「lachen!」（@渋谷WWW）にてメンバーの小林潤が期間限定でのソロ活動を開始。

2021年
- 5月1日、メンバーの蒼山ユーリが同日付けでグループを離脱。
- 5月23日、「みちょくらい」（@白金高輪SELENE b2）にて約8ヶ月ぶりに活動再開。新メンバーとして長門蓮と小笠原唯の2名を加え、4人体制となる。「Like a bending Spoon」を初披露。
- 7月4日、「Flaming June」（＠渋谷O-Crest）にて「Apathy」を初披露。
- 8月18日、3rdシングル『DAY DREAM』発売。
- 11月27日、Veats Shibuyaにてファーストワンマンライブ「NERVOUS」を開催。[9]
- 12月3日、メンバーの長門蓮が2022年1月22日のワンマンライブをもってグループを中退することを発表。[10]

2022年
- 1月19日、4thシングル『Like a bending Spoon』発売。
- 1月22日、Club Asiaにてセカンドワンマンライブ「RENWA CHU-TIE 〜猫背の君がめずらしく星を数えていた〜」を開催。同日付けで長門蓮が中退。
- 7月7日、解散を発表[11]。
- 7月14日、ラストライブ「Nil By Cry」（＠渋谷Club Asia）を開催し解散した。

## メンバー
| 名前      | よみ            | 生年月日（年齢）       | 血液型 | 備考 |
| --------- | --------------- | ---------------------- | ------ | --- |
| 小林 潤   | こばやし じゅん | 2001年6月26日（23歳）  | O型    | オリジナルメンバー 元・・・・・・・・・ ミスiD2018セミファイナリスト                                          |
| 伊吹 咲蘭 | いぶき さら     | 1998年10月23日（26歳） | O型    | オリジナルメンバー                                                                                            |
| 小笠原 唯 | おがさわら ゆい | 2002年2月1日（23歳）   | B型    | 2021年5月23日より加入 2022年4月よりBELLRING少女ハート '22兼任（「小河原唯」名義） 2022年12月、Finger Runs結成 |

### 旧メンバー
- 平澤 芽衣（ひらさわ めい、1998年5月1日生まれ、在籍期間：2019年5月25日 - 2020年9月25日）
  - 卒業後、2021年THE ORCHESTRA TOKYO結成に参加[12]。
- 平山・ジェニシー・未知留（ひらやま ジェニシー みちる、2001年8月5日生まれ、在籍期間：2019年12月30日 - 2020年11月15日）
  - 卒業後、「マド ミチル」（マドチャン）に改名。2021年7月10日、おやすみホログラムに加入[13]。
- 蒼山 ユーリ（あおやま ユーリ、1998年11月30日生まれ、在籍期間：2019年9月15日 - 2021年5月1日）
- 長門 蓮（ながと れん、2002年2月21日生まれ、在籍期間：2021年5月23日 - 2022年1月22日）

## 主催ライブ
| # | 開催日         | タイトル                                             | 会場             | 備考                                                                       |
| - | -------------- | ---------------------------------------------------- | ---------------- | -------------------------------------------------------------------------- |
| 1 | 2019年5月25日  | NIL BY MEI                                           | WOMB             | お披露目ライブ／平澤芽衣21歳生誕 ゲスト：小島ノエ、avandoned、グーグールル |
| 2 | 2020年2月16日  | Hash-up                                              | 青山月見ル君想フ | ゲスト：amiinA                                                             |
| 3 | 2021年7月4日   | Flaming June                                         | O-Crest          | 小林潤20歳生誕 ゲスト：ミミミユ（MIGMA SHELTER）、内山結愛（RAY）          |
| 4 | 2021年7月11日  | luster mojo                                          | Veats Shibuya    | ゲスト：ヤなことそっとミュート、PRSMIN                                     |
| 5 | 2021年9月4日   | bounce DAY/bounce NIGHT                              | Club Asia        | ゲスト：二丁目の魁カミングアウト（1部）                                    |
| 6 | 2021年10月16日 | Birthday E7eYO!                                      | O-Crest          | 伊吹咲蘭23歳生誕                                                           |
| 7 | 2021年11月27日 | NERVOUS                                              | Veats Shibuya    | ファーストワンマンライブ                                                   |
| 8 | 2022年1月22日  | RENWA CHU-TIE 〜猫背の君がめずらしく星を数えていた〜 | Club Asia        | 長門蓮ラストワンマンライブ                                                 |
| 9 | 2022年7月14日  | Nil By Cry                                           | Club Asia        | ラストワンマンライブ                                                       |